# WTA Newport (Rhode Island)
Das WTA Newport (offiziell: Virginia Slims of Newport) war ein Tennisturnier der WTA Tour, das in Newport, Rhode Island ausgetragen wurde.
Ausgetragen wurde es auf dem Gelände der International Tennis Hall of Fame.

## Siegerliste

### Einzel
| Jahr                    | Siegerin                | Finalgegnerin    | Ergebnis      |
| ----------------------- | ----------------------- | ---------------- | ------------- |
| 1971                    | Kerry Melville          | Françoise Dürr   | 6:3, 6:7, 7:6 |
| 1972                    | Margaret Court          | Billie Jean King | 6:4, 6:1      |
| 1973                    | Margaret Court          | Julie Heldman    | 6:3, 6:2      |
| 1974                    | Chris Evert             | Betsy Nagelsen   | 6:4, 6:3      |
| 1983                    | Alycia Moulton          | Kim Shaefer      | 6:3, 6:2      |
| 1984                    | Martina Navratilova     | Gigi Fernández   | 6:3, 7:6      |
| 1985                    | Chris Evert-Lloyd       | Pam Shriver      | 6:4, 6:1      |
| 1986                    | Pam Shriver             | Lori McNeil      | 6:4, 6:2      |
| 1987                    | Pam Shriver             | Wendy White      | 6:2, 6:4      |
| ↓ Kategorie: Tier IV ↓  |                         |                  |               |
| 1988                    | Lori McNeil             | Barbara Potter   | 6:4, 4:6, 6:3 |
| 1989                    | Zina Garrison           | Pam Shriver      | 6:0, 6:1      |
| ↓ Kategorie: Tier III ↓ |                         |                  |               |
| 1990                    | Arantxa Sánchez Vicario | Jo Durie         | 7:6, 4:6, 7:5 |

### Doppel
| Jahr                    | Siegerinnen                       | Finalgegnerinnen                | Ergebnis      |
| ----------------------- | --------------------------------- | ------------------------------- | ------------- |
| 1971                    | Françoise Dürr Judy Dalton        | Kerry Harris Kerry Melville     | 6:2, 6:1      |
| 1972                    | Margaret Court Lesley Hunt        | Rosie Casals Billie Jean King   | 6:2, 6:2      |
| 1973                    | Françoise Dürr Betty Stöve        | Janet Newberry Pam Teeguarden   | 6:4, 6:3      |
| 1974                    | Lesley Charles Sue Mappin         | Gail Sherriff Julie Heldman     | 6:2, 7:5      |
| 1983                    | Barbara Potter Pam Shriver        | Barbara Jordan Elizabeth Smylie | 6:3, 6:1      |
| 1984                    | Anna Maria Fernández Peanut Louie | Lea Antonoplis Beverly Mould    | 7:5, 7:6      |
| 1985                    | Chris Evert-Lloyd Wendy Turnbull  | Pam Shriver Elizabeth Smylie    | 6:4, 7:6      |
| 1986                    | Terry Holladay Heather Ludloff    | Cammy MacGregor Gretchen Magers | 6:1, 6:7, 6:3 |
| 1987                    | Gigi Fernández Lori McNeil        | Anne Hobbs Kathy Jordan         | 7:6, 7:5      |
| ↓ Kategorie: Tier IV ↓  |                                   |                                 |               |
| 1988                    | Rosalyn Fairbank Barbara Potter   | Gigi Fernández Lori McNeil      | 6:4, 6:3      |
| 1989                    | Gigi Fernández Lori McNeil        | Elizabeth Smylie Wendy Turnbull | 6:3, 6:7, 7:5 |
| ↓ Kategorie: Tier III ↓ |                                   |                                 |               |
| 1990                    | Lise Gregory Gretchen Magers      | Patty Fendick Anne Smith        | 7:6, 6:1      |